# Peter Abrahams (scrittore sudafricano)
Peter Abrahams, o Pieter Abrahams secondo la grafia in lingua afrikaans (Johannesburg, 3 marzo 1919 – Parrocchia di Saint Andrew (Giamaica), 18 gennaio 2017), è stato uno scrittore sudafricano in lingua inglese.
Nero e cresciuto in un ghetto, nel 1939 lasciò il suo paese a causa della povertà e della segregazione razziale, stabilendosi prima a Londra e dal 1956 in Giamaica. I suoi romanzi sono incentrati su queste tematiche.

## Biografia
Il suo primo romanzo, Mine Boy (1946), descrive la politica dell'apartheid condotta in Sudafrica. Sebbene abbia lasciato il suo paese trasferendosi prima in Inghilterra (1939), e successivamente in Giamaica (1955), Abrahams ha spesso posto l'Africa al centro della propria narrativa, come attestano il volume di racconti Dark Testament (1942), Wild Conquest (1950), sul Grande Trek (la migrazione degli afrikaner tra il 1835 e il 1843), e sul conflitto fra bianchi e neri, e l'autobiografia Dire libertà (1954), che registra gli anni della sua infanzia nel ghetto di Vrededorp.
Una delle opere più significative di Abrahams, il romanzo A Wreath for Udomo (1955), è incentrata sull'assassinio di un uomo politico indigeno nel periodo successivo all'indipendenza. Sia in questo romanzo sia in This Island, Now (1966 riveduto nel 1970), la prima opera ambientata nei Caraibi, l'autore dà voce a una visione pessimistica sul futuro del Terzo Mondo.

## Opere
- Dark Testament (1942)
- Song of the City (1945)
- Mine Boy (1946)
- The Path of Thunder (1948), Il sentiero del tuono, Milano, Baldini & Castoldi, 1953
- Wild Conquest (1950)
- Return to Goli (1953)
- Tell Freedom (1954), Dire Libertà (1954), Roma, Edizioni Lavoro, 1987
- A Wreath for Udomo (1956)
- Jamaica: an Island Mosaic (1957)
- A Night of Their Own (1965)
- This Island Now (1966, 1970 nuova edizione)
- The View from Coyaba (1985)
- The Coyaba Chronicles: Reflections on the Black Experience in the 20th Century (2000)